# Aldo César
Aldo da Silva Cezar (Rio de Janeiro, 20 de dezembro de 1928 — São Paulo, 5 de janeiro de 2001) foi um ator e dublador brasileiro.

## Biografia
Um dos grandes nomes da dublagem brasileira, Aldo César desde os 5 anos de idade já cantava na Igreja Batista. Com 17 anos ingressou na rádio, trabalhou nas Rádios Tupi e Mayrink Veiga, no Rio de Janeiro.
Em toda a sua carreira fez telenovelas, peças e dublagens. Em novelas trabalhou em "Redenção" (1966), "Hospital" (1971), "O Preço de um Homem" (1971), "A Barba Azul" (1974), "O Profeta" (1977), "O Direito de Nascer" (1978), "Como Salvar Meu Casamento" (1979), "Cavalo Amarelo" (1980), "Rosa Baiana" (1981), "A Filha do Silêncio" (1982), "Braço de Ferro" (1983), "O Tempo e o Vento" (1985), "Dona Beija" (1986) e "Chapadão do Bugre" (1988). Fez uma participação especial em Dona Beja.
Trabalhou em diversas emissoras como Globo, Manchete e SBT, na qual ficou 18 anos. Destaque para sua trajetória no SBT, onde trabalhou em A Praça é Nossa e fazia o quadro "Ui, ui, ui meu chefinho", com a então modelo famosa Alice di Carli e Tutuca.
Como dublador trabalhou na AIC, onde dublou o ator Rex Harrison, e mais recentemente fez o comandante do conselho galático central em Cassiopeia, Jason Bolt na série ...E as noivas chegaram, Júlio César em alguns filmes do Asterix, o Rei do Crime em alguns episódios do desenho do Homem-Aranha, a 1ª voz do Bender em Futurama, Doutor Maki Gero em Dragon Ball Z, dentre outros trabalhos.
No dia 5 de janeiro de 2001 faleceu com 72 anos de idade após ter uma embolia pulmonar, depois de uma cirurgia para implantar três pontes de safena. Por conta de seu falecimento teve de ser substituído por Sílvio Navas no papel de Bender a partir dos episódios finais da segunda temporada de Futurama e não pôde voltar a fazer o Doutor Maki Gero em Dragon Ball GT e em Dragon Ball Kai, sendo substituído no primeiro por Luís Carlos de Moraes e no segundo por José Carlos Guerra.

## Lista de trabalhos

### Televisão
| Ano         | Titulo                    | Papel                                               | Emissora          |
| ----------- | ------------------------- | --------------------------------------------------- | ----------------- |
| 1999        | Ô... Coitado!             | Mordomo Ileric (Participação especial - episódio 1) | SBT               |
| 1988        | Chapadão do Bugre         | Coronel Eusébio Salles                              | Rede Bandeirantes |
| 1987 - 2000 | A Praça É Nossa           | Inspetor / Seu Menezes                              | SBT               |
| 1986        | Tudo ou Nada              | Rômulo Barroso                                      | Rede Manchete     |
| 1986        | Dona Beija                | João Alves                                          | Rede Manchete     |
| 1986        | Sinhá Moça                | Petrúcio                                            | Rede Globo        |
| 1985        | O Tempo e o Vento         | Maneco Terra                                        | Rede Globo        |
| 1983        | Braço de Ferro            |                                                     | Rede Bandeirantes |
| 1982        | A filha do silêncio       | Agenor                                              | Rede Bandeirantes |
| 1982        | As cinco panelas de ouro  | Tenente Messias                                     | TV Cultura        |
| 1981        | Partidas Dobradas         |                                                     | TV Cultura        |
| 1981        | Rosa Baiana               |                                                     | Rede Bandeirantes |
| 1980        | Cavalo Amarelo            | Roque                                               | Rede Bandeirantes |
| 1979        | Como Salvar meu Casamento |                                                     | TV Tupi           |
| 1978        | O Direito de Nascer       | Dom Rafael                                          | TV Tupi           |
| 1977        | O Profeta                 | Francisco                                           | TV Tupi           |
| 1974        | A Barba Azul              | Padre Aurélio                                       | TV Tupi           |
| 1973        | Mulheres de Areia         | Delegado Fleury                                     | TV Tupi           |
| 1972        | Camomila e Bem-me-quer    | Padre Inácio                                        | TV Tupi           |
| 1971        | O Preço de um Homem       | Maneco                                              | TV Tupi           |
| 1971        | Hospital                  | Dr. Mário                                           | TV Tupi           |
| 1968        | Nunca é Tarde Demais      | Renato                                              | Rede Bandeirantes |
| 1968        | O Rouxinol da Galiléia    |                                                     | TV Tupi           |
| 1966        | Redenção                  | Ananias                                             | TV Excelsior      |

### Cinema
| Ano  | Título                                | Papel                                         |
| ---- | ------------------------------------- | --------------------------------------------- |
| 1996 | Cassiopéia                            | Comandante do Conselho Galático Central (voz) |
| 1976 | Tiradentes, o Mártir da Independência |                                               |
| 1976 | Senhora                               | Tavares do Amaral                             |